# Coaliția internațională împotriva Statului Islamic
Combined Joint Task Force – Operation Inherent Resolve (CJTF–OIR) este numele oficial al coaliției militare internaționale conduse de Statele Unite împotriva Statului Islamic în Irak și Levant (SIIL). Coaliția a fost înființată de US Central Command pentru a coordona acțiunile militare contra SIIL și este compusă din forțe armate ale SUA și din peste alte 30 de țări. Scopul CJTF–OIR este „să dezintegreze și să distrugă” SIIL. Stabilirea alianței de către US Central Command a fost anunțată în decembrie 2014, fiind prevăzută să înlocuiască înțelegerile ad-hoc stabilite anterior pentru coordonarea operațiunilor declanșate ca urmare a avansului rapid al SIIL în Irak în luna iunie. Înființarea propriu-zisă a avut loc în octombrie 2014, iar prima „conferință de integrare a coaliției” s-a desfășurat în prima săptămână din decembrie 2014. Operațiunile actuale sunt denumite „Operation Inherent Resolve” (română Operațiunea Rezolvare Inerentă) de către Departamentul Apărării al Statelor Unite.
Actualul comandant al coaliției și-a exprimat intenția de a alunga SIIL din toate orașele siriene importante până la sfârșitul mandatului său prin rotație.